# Deborah Evelyn
 (août 2014).
Deborah Sochaczewski Evelyn de Carvalho, née le 12 mars 1966 à Rio de Janeiro, est une actrice brésilienne.

## Filmographie

### Télévision
1983 :Moinhos de Vento: Milena